# Alameda Bernardo O'Higgins (Talca)
La Alameda Bernardo O'Higgins, mayormente conocida como la Alameda de Talca, y antiguamente como Alameda de las Delicias, es un parque urbano de tipo alameda de la ciudad chilena de Talca, Región del Maule. Es el principal espacio verde de la comuna y una de las alamedas más largas de Chile.
Con un trazado de tres kilómetros, es el parque urbano más importante de Talca debido a su longitud y ubicación. Recorre la comuna en sentido oriente-poniente, extendiéndose su ubicación entre el puente sobre el río Claro y la avenida Salvador Allende. Su punto más cercano con la Plaza de Armas se ubica a tres cuadras de este y, actualmente, representa el límite norte de la zona céntrica de la comuna. A lo largo la acompañan dos rutas, por una parte la ruta K-60 hacia la costa, y por otra parte la avenida Alameda Bernardo O'Higgins, siendo la división entre ellas la avenida Circunvalación, ubicada al poniente del parque.  

## Historia
No se conoce una fecha específica sobre la fundación de la Alameda como área verde. El primer registro existente aparece recién en 1792, cincuenta años después de la fundación de la Villa San Agustín de Talca, donde se afirma que se estaba usando el trabajo de presidiarios de la cárcel para la construcción, a la altura de lo que es actualmente el tramo entre la 1 poniente y la 1 oriente, es decir, el tramo más cercano a la Plaza de Armas. En aquel entonces este espacio representaba el límite norte de la ciudad. 
En la actualidad, se reconoce que el tramo ubicado entre la 1 poniente y la 2 oriente es el más antiguo, siendo el único que cuenta con una explanada pavimentada en su zona central.

En los años posteriores, fue la aristocracia talquina la que comenzó a ubicarse en los sectores circundantes a la Alameda, especialmente en la zona norte, con la intención de alejarse del centro que comenzaba a poblarse de locales comerciales y edificios públicos, de tal manera que se empezó a promover su uso para la realización de actividades públicas.

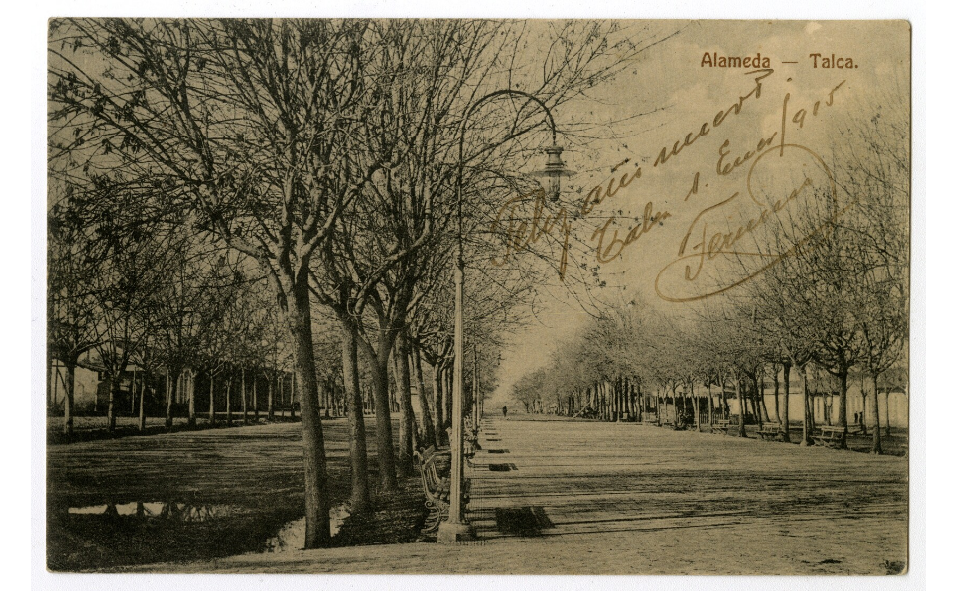
Postal de la Alameda fechada al 1 de enero de 1915

Según lo recopilado por el historiador Gustavo Opazo, en 1834 se comenzarían con los trabajos para el embellecimiento de la Alameda y otros espacios, así como también para el mantenimiento de edificios públicos. En dicho año se plantarían masivamente diversas especies vegetales, especialmente álamos, hecho que se continuaría con el paso del tiempo, agregando posteriormente otras especies, incluyendo árboles nativos y frutales, entre otros. Esto con la intención de convertir a la Alameda en el principal espacio de dispersión para los ciudadanos de Talca. 
En 1875 la municipalidad conseguiría los terrenos para aumentar la proyección de la Alameda hasta llegar al río Claro. Por otra parte, los registros muestran que ya desde finales del siglo XIX, las proyecciones del municipio eran que la Alameda llegase, al menos, hasta la línea del ferrocarril. Proyección que sería cumplida durante el siglo siguiente. En el mismo periodo se buscaría nivelar su terreno, con la intención de promover la plantación de más árboles.
Durante el siglo XX, la Alameda sería constantemente el foco de grandes actividades para la comuna, incluyendo las fondas de fiestas patrias, procesiones religiosas, foco de celebraciones de eventos deportivos (en especial frente al Estadio Fiscal), etc.
En 2007, el Plan de Desarrollo Comunal presentado por la municipalidad proyectaba aumentar el tramo de la Alameda hasta llegar a la ruta 5 sur, situación que no llegaría a cumplirse.
En la actualidad, la Alameda es una de las avenidas más importantes en el ámbito vial de la comuna, puesto que cruza paralelamente todo el centro de Talca. Junto con esto, es el parque urbano más importante de la comuna y uno de los más grandes entre las distintas ciudades de la región. A su vez, es la Alameda más larga de la región y una de las más grandes de Chile. En este espacio se realizan anualmente diversas actividades promovidas por la municipalidad y otros entes, lo que la ha convertido en un espacio sumamente importante para el acontecer talquino.

## Entorno

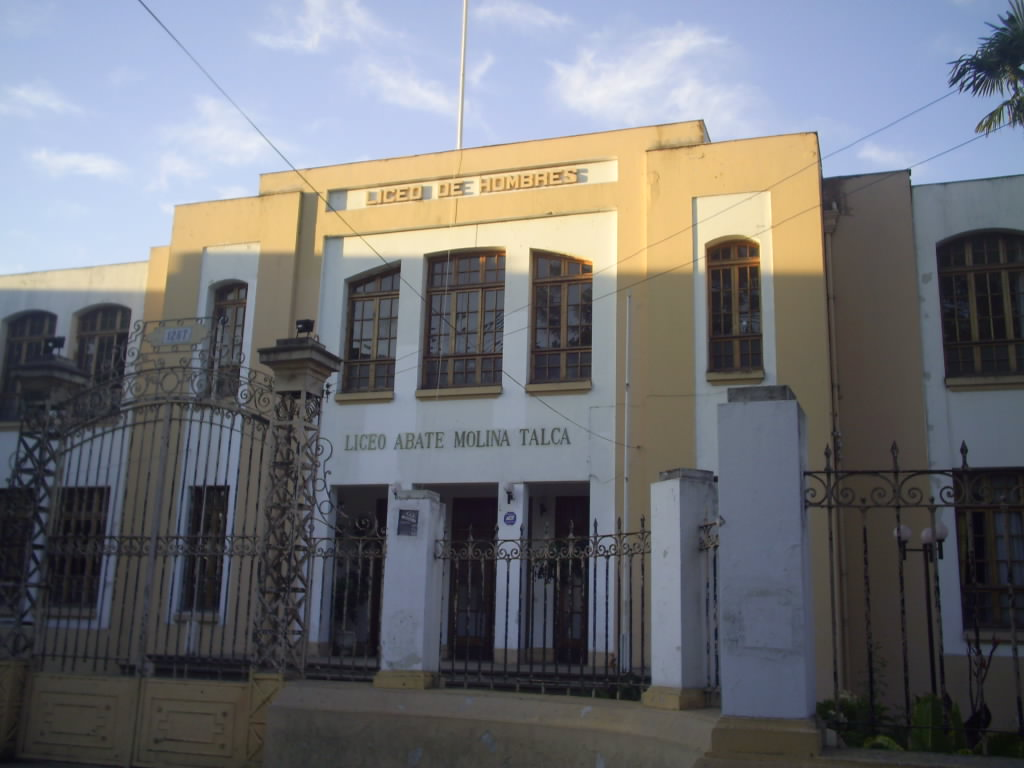
Liceo Abate Molina (Ex Liceo de Hombres), fundado en 1827.

Alrededor de la Alameda, se encuentran alguno de los edificios e instituciones más importantes de la comuna, entre ellos los liceos Marta Donoso Espejo y Abate Molina, dos de las instituciones educativas más antiguas de la comuna; el Estadio Fiscal de Talca, siendo el recinto deportivo más grande de la región; los juzgados de garantía y letras; la tercera comisaría de Carabineros, una de las más importantes de la región; el Teatro Regional del Maule, el más grande de la región; la iglesia de San Agustín, entre otros.
Además de los edificios y estructuras, alrededor de la Alameda también es posible encontrar monumentos, como el monumento al Abate Juan Ignacio Molina.

## Conectividad
Directamente, el parque se ve rodeado paralelamente por dos grandes vías. Por una parte, la avenida Alameda Bernardo O'Higgins (antiguamente denominada como 4 norte), la cual la rodea por los costados norte y sur, y la acompaña entre su límite poniente, es decir, la avenida Salvador Allende, y la avenida Circunvalación y; por otra parte, la ruta K-60, la cual comienza en la avenida Circunvalación, y llega hasta al límite poniente del parque, donde comienza el puente sobre el Río Claro.
Además de esto, la Alameda es atravesada por dieciocho vías, entre avenidas y calles.

## Interior

### Vegetación

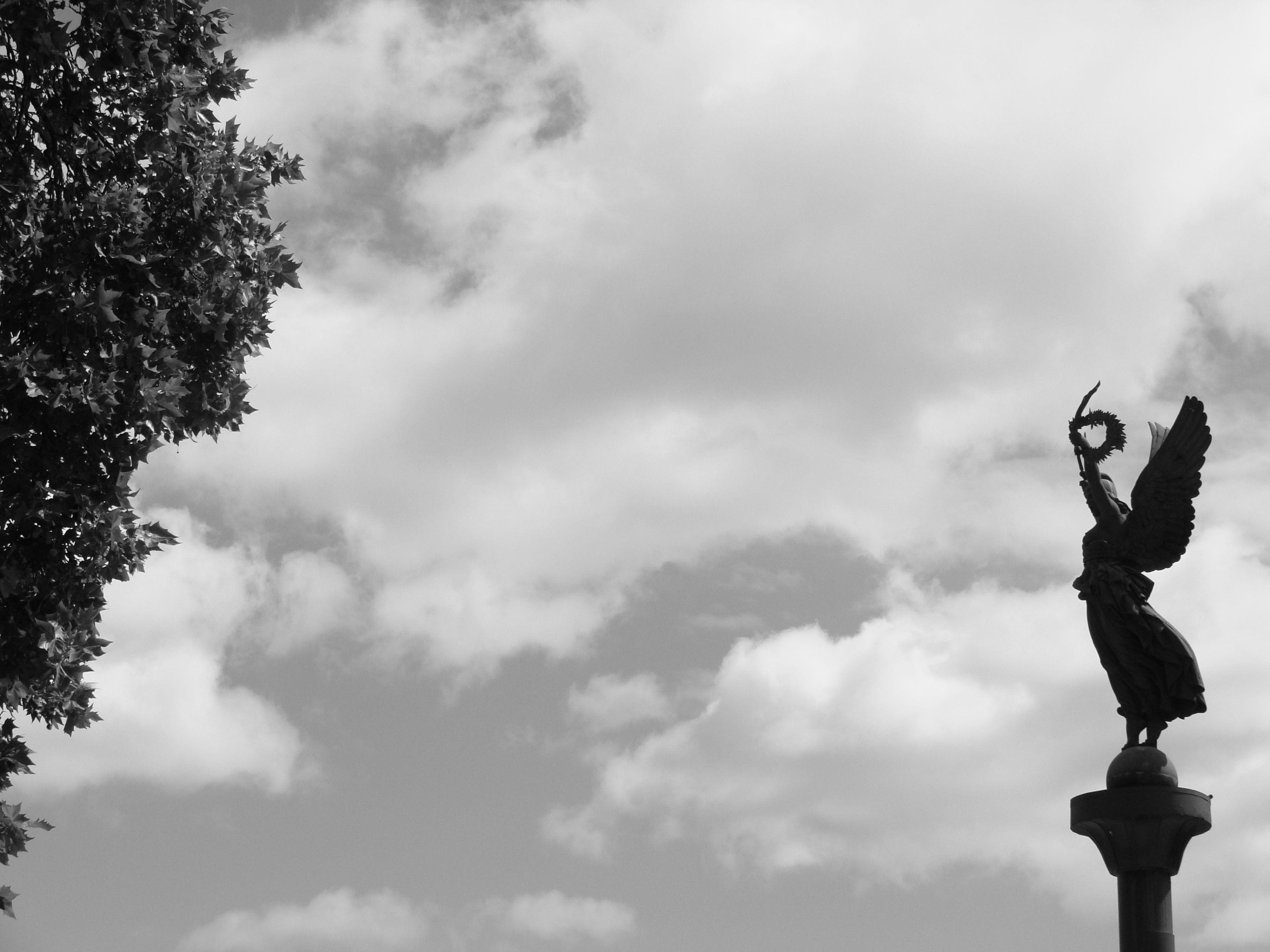
Monumento a la Victoria.

La Alameda se destaca por ser uno de los principales pulmones verdes de la comuna. En su interior cuenta con una gran cantidad de árboles, tanto introducidos como nativos, los cuales embellecen el panorama y le convierten en un importante destino turístico. Un estudio elaborado en 2019 concluyó que en la Alameda existe un total de 946 árboles, divididas entre 53 especies diferentes. Además de los árboles, la Alameda cuenta con diversos jardines en su interior, para la plantación y el cuidado de flores, y grandes explanadas de césped.

### Monumentos
Desde su inauguración, y dada su relevancia para la comuna, la Alameda ha tenido una gran cantidad de monumentos en su interior, algunos de los cuales se han perdido con el tiempo, otros se han podido mantener vigentes hasta el día de hoy. Los que es posible apreciar actualmente son (en orden oriente-poniente):
- Monumento a la Pachamama
- Menorá en reconocimiento a la comunidad judía
- Estatua de Minerva (Parcialmente destruído)
- Monumento «La Ley de Dios»
- Homenaje a Gabriela Mistral
- Monumento a Bernardo O'Higgins
- Homenaje al Liceo Abate Molina
- Homenaje al Bicentenario de Talca (Inconcluso y parcialmente destruído)Monumento a Bernardo O'Higgins

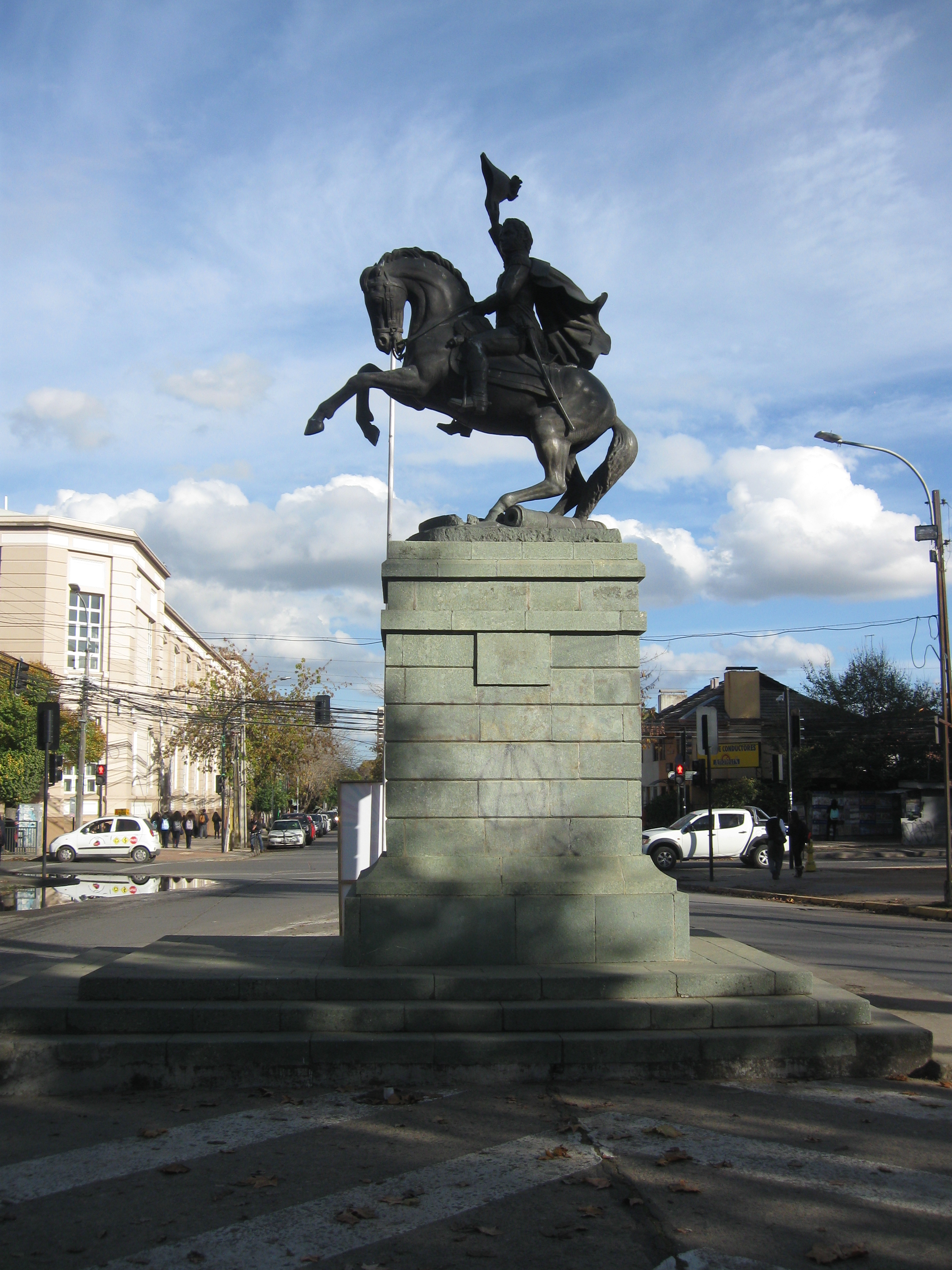
Monumento a Bernardo O'Higgins

- Homenaje al Batallón cívico-militar Talca
- Monumento a la Victoria
- Monumento a Ignacio Carrera Pinto
- Monumento al Teniente Juan Carlos Amar
- Monumento de la Biblia y los diez mandamientos
- Homenaje a las bellas artes de Talca (inconcluso)
- Monumento «La Espera en el Tiempo» (Parcialmente destruído)

### Parques interiores
Además de los árboles, la Alameda ha tenido diversos parques especiales en su interior, dedicados a alguna instancia, institución o persona en particular, los cuáles ampliaron la gama de vegetación y espacios:
- Parque de las Industrias (Ya no existe)
- Parque Gabriela Mistral
- Parque del Liceo (Ya no existe)
- Parque Bicentenario de Talca (Ya no existe)
- Parque Manuel Blanco Encalada (Ya no existe)
- Parque Gil de Vilches y Aragón (Ya no existe)
- Parque Exposición (Ya no existe)
- Parque Estadio Fiscal (Ya no existe)
- Parque Presidente Arturo Alessandri Palma (Ya no existe)

### Otros espacios
En la actualidad, la Alameda cuenta con diversos espacios dirigidos hacia la población en general:
- Circuito Deportivo Alameda
- Rancho folclórico
- Juegos acuáticos municipales
- Zona de juegos infantiles

### Otros detalles
Sumado a lo anterior, la Alameda tiene en su interior una gran cantidad y variedad de asientos. Dichos asientos cuentan con diseños que varían según la cuadra en la que se encuentran, cambiando sus materiales, colores, formas, etc.
Junto con esto, el parque tiene una gran cantidad y diversidad de faroles, algunos de los cuales son de hierro fundido realizados por antiguas fundiciones de Talca.